# Wurfuhr

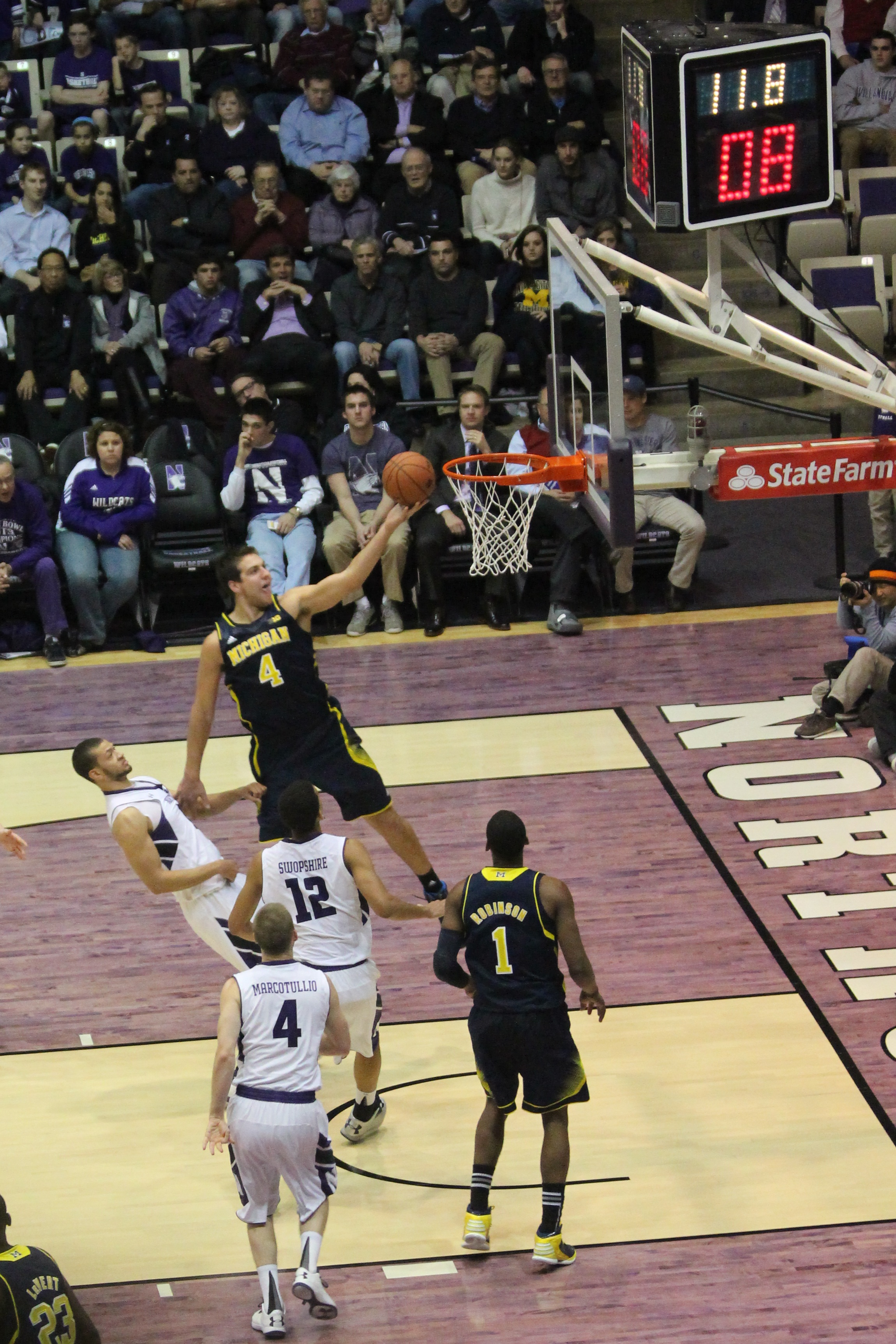
Die Wurfuhr-Anzeige (rote LEDs) in einem Basketballspiel

Die Wurfuhr (englisch Shot clock) ist eine Zeitanzeige, die vor allem aus dem Basketball bekannt ist, aber auch in anderen Sportarten (z. B. Wasserball, Billard) zum Einsatz kommt. Auf ihr werden die verbleibenden Sekunden bis zum Ablauf der Angriffszeit angezeigt (24 Sekunden in der NBA und der Basketball-Bundesliga, 35 Sekunden im US-amerikanischen College-Basketball). In den letzten 5 Sekunden gibt es außerdem akustische Signale. Die Wurfuhr wurde 1954 in der NBA eingeführt, um die Geschwindigkeit und damit die Attraktivität des Spiels zu erhöhen.

## Geschichte

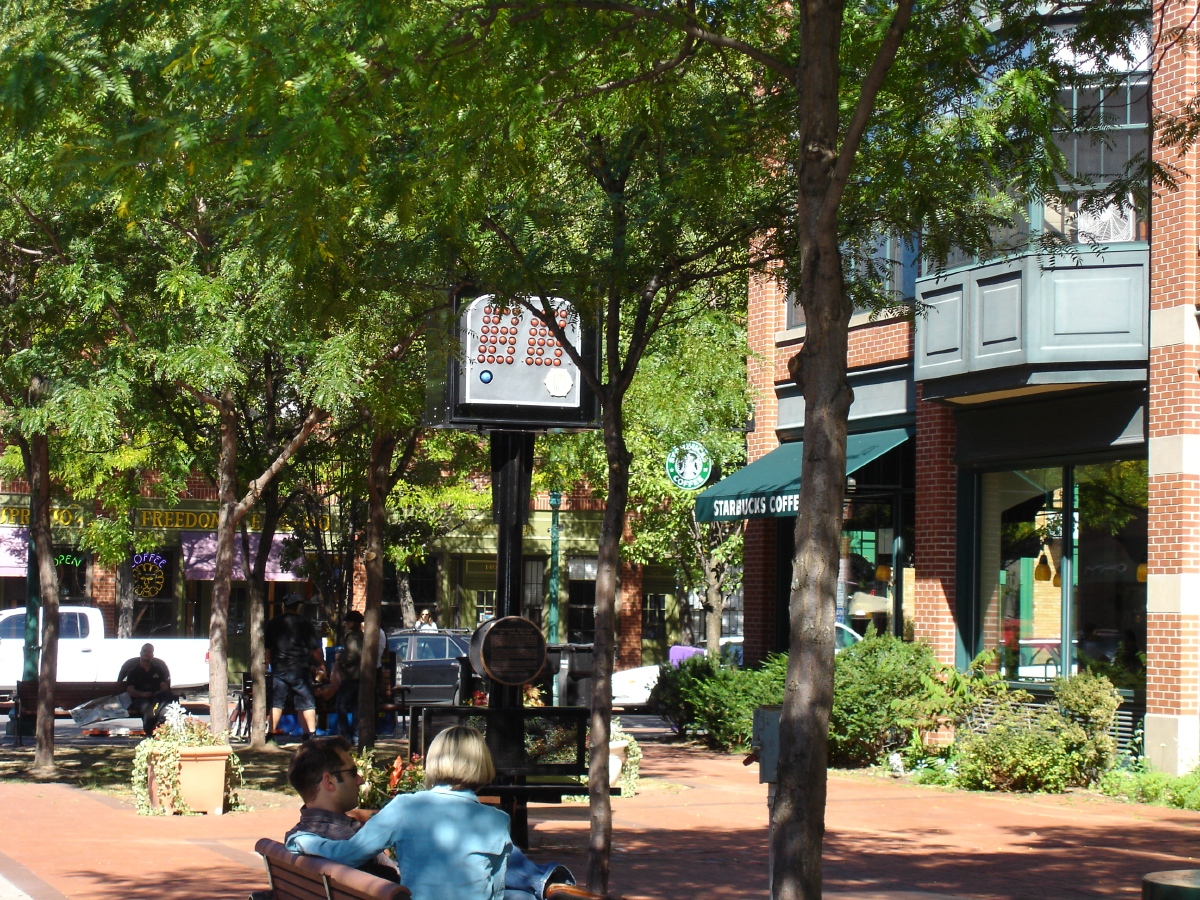
Das Shot Clock Monument in Syracuse, New York

In den ersten Jahren der NBA zu Beginn der 1950er Jahre waren viele Spiele von einer sehr zurückhaltenden Taktik geprägt; idealerweise versuchte man, in Führung zu gehen und dann den Ball möglichst lange zu halten, sodass die Spiele vor allem in den letzten beiden Vierteln oft langsam und aktionsarm waren. Exemplarisch dafür war das Spiel zwischen den Fort Wayne Pistons und den Minneapolis Lakers am 22. November 1950, das mit 19:18 endete und damit als das Spiel mit den wenigsten erzielten Punkten in die NBA-Geschichte einging. Im letzten Viertel wurden nur 4 Punkte erzielt.
Um das lange Halten des Balles und die damit verbundene, wenig attraktive Spielweise zu unterbinden, entwickelte Danny Biasone (damaliger Besitzer der Syracuse Nationals) die Wurfuhr, um mit ihr das Prinzip der begrenzten Angriffszeit im Basketball einzuführen. Die NBA übernahm die Neuerung am 23. April 1954, sodass die Uhr zum Auftakt der Saison 1954/55, am 30. Oktober 1954, im Spiel der Rochester Royals gegen die Boston Celtics erstmals offiziell zum Einsatz kam (Ergebnis 98:95).
Die Angriffszeit von 24 Sekunden rührt daher, dass Biasone von insgesamt etwa 120 Würfen bei einem ohne Verzögerungen geführten Spiel ausging. Verteilt auf die Spielzeit von 48 Minuten (= 2880 Sekunden) entspricht das einem Wurf alle 24 Sekunden.
Außerhalb der NBA wurde von der FIBA 1956 die 30-Sekunden-Regel eingeführt; erst im Jahr 2000 wurde die Angriffszeit auf 24 Sekunden verkürzt.

## Auswirkungen
In der NBA-Saison 1954/55, der ersten nach Einführung der Wurfuhr, erzielte jedes Team durchschnittlich 93 Punkte pro Spiel – 11 Punkte mehr als in der Vorsaison. Zudem gelang es erstmals einem Team (den Boston Celtics), im Schnitt mehr als 100 Punkte pro Spiel zu erzielen. Drei Jahre später erreichte dies bereits die Hälfte aller Teams. Vier Jahre nach der Regeländerung, in der Saison 1958/59, gab es kein Team mehr, das unter dieser Marke blieb.
Entsprechend positiv fielen die Urteile zur Wurfuhr aus. Der ehemalige NBA-Spieler und damalige Star der Boston Celtics Bob Cousy lobte die daraus resultierende Weiterentwicklung des Spiels und sagte, die Einführung der begrenzten Angriffszeit habe „die NBA gerettet“. Für den ersten NBA-Präsidenten Maurice Podoloff war die Einführung der Wurfuhr sogar „das wichtigste Ereignis in der NBA“.

## Regelung
| Situation                                                                                   | Rückfeld                              | Vorfeld                               | Beispiel                                           |
| ------------------------------------------------------------------------------------------- | ------------------------------------- | ------------------------------------- | -------------------------------------------------- |
| Mannschaft erlangt neue Ballkontrolle                                                       | 24 s                                  | 24 s                                  | Steal, Einwurf                                     |
| Einwurf für bisher angreifende Mannschaft (unabsichtliche Regelübertretung des Verteidiger) | Restzeit                              | Restzeit                              | Ausball durch Verteidiger, Nach Sprungball         |
| Einwurf für bisher angreifende Mannschaft (absichtige Regelübertretung des Verteidigers)    | 24 s                                  | Restzeit (bei weniger als 14 s)       | Fußspiel eines Verteidigers, Foul                  |
| Einwurf für bisher angreifende Mannschaft (Keine Mannschaft verantwortlich)                 | 24 s oder SR entscheidet auf Restzeit | 14 s oder SR entscheidet auf Restzeit | Fehler beim Kampfgericht                           |
| Einwurf für bisher angreifende Mannschaft an der Mittellinie                                | 24 Sekunden                           | 24 Sekunden                           | Nach einem Unsportlichen, Disqualifizierendes Foul |